# 圣母圣诞圣殿 (戈尔利采)
圣母圣诞圣殿（Bazylika Narodzenia Najświętszej Marii Panny i Sanktuarium Pana Jezusa w Więzieniu w Gorlicach）位于波兰戈尔利采，是一座罗马天主教次级宗座圣殿、堂区教堂。该堂建于1885–1892年，属于新文艺复兴建筑风格。 
1915年，一战期间，该堂因戈尔里奇战役而遭到严重破坏。1921-1932年重建。2009年5月23日由教宗本笃十六世升格为次级宗座圣殿。

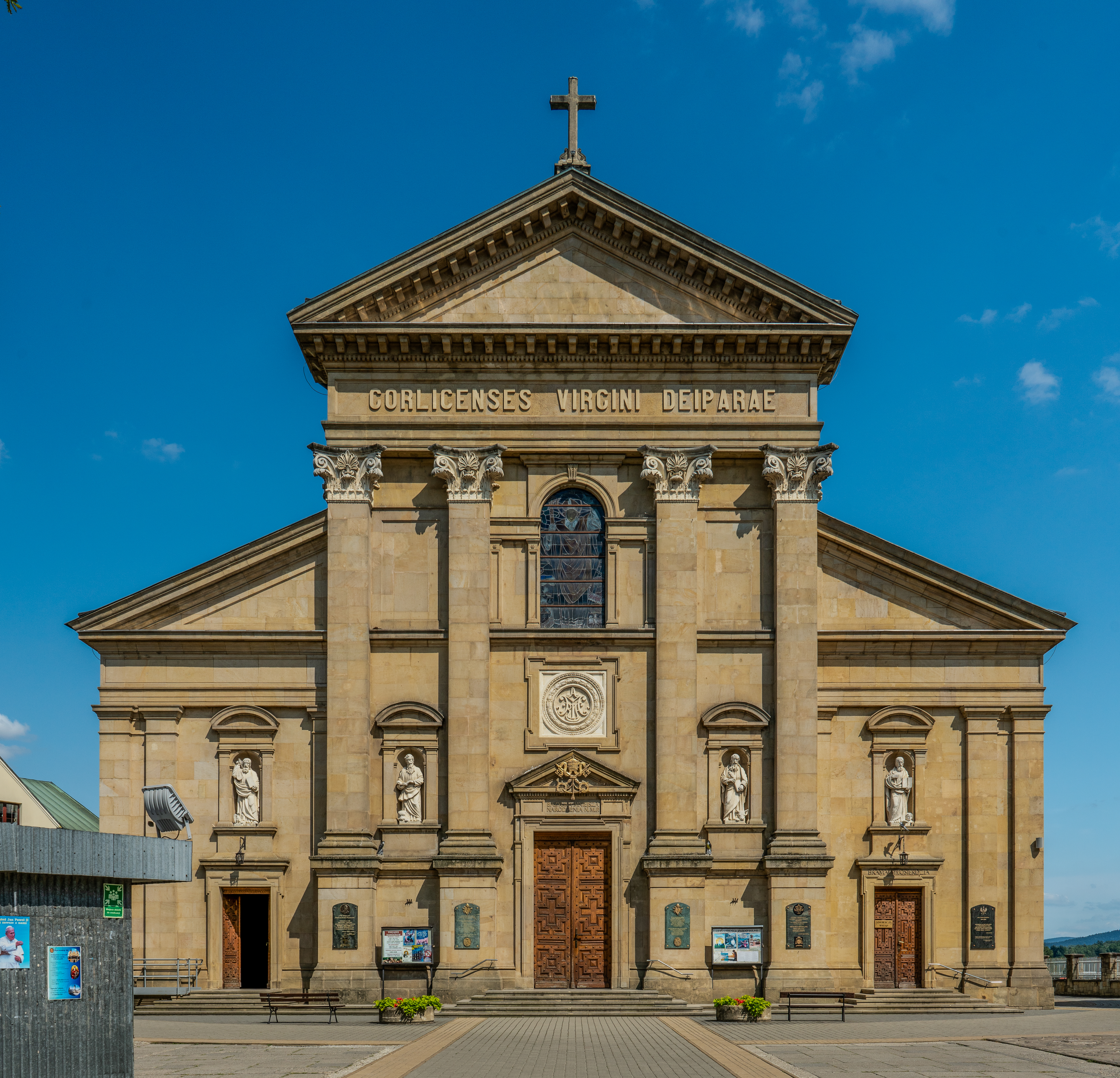
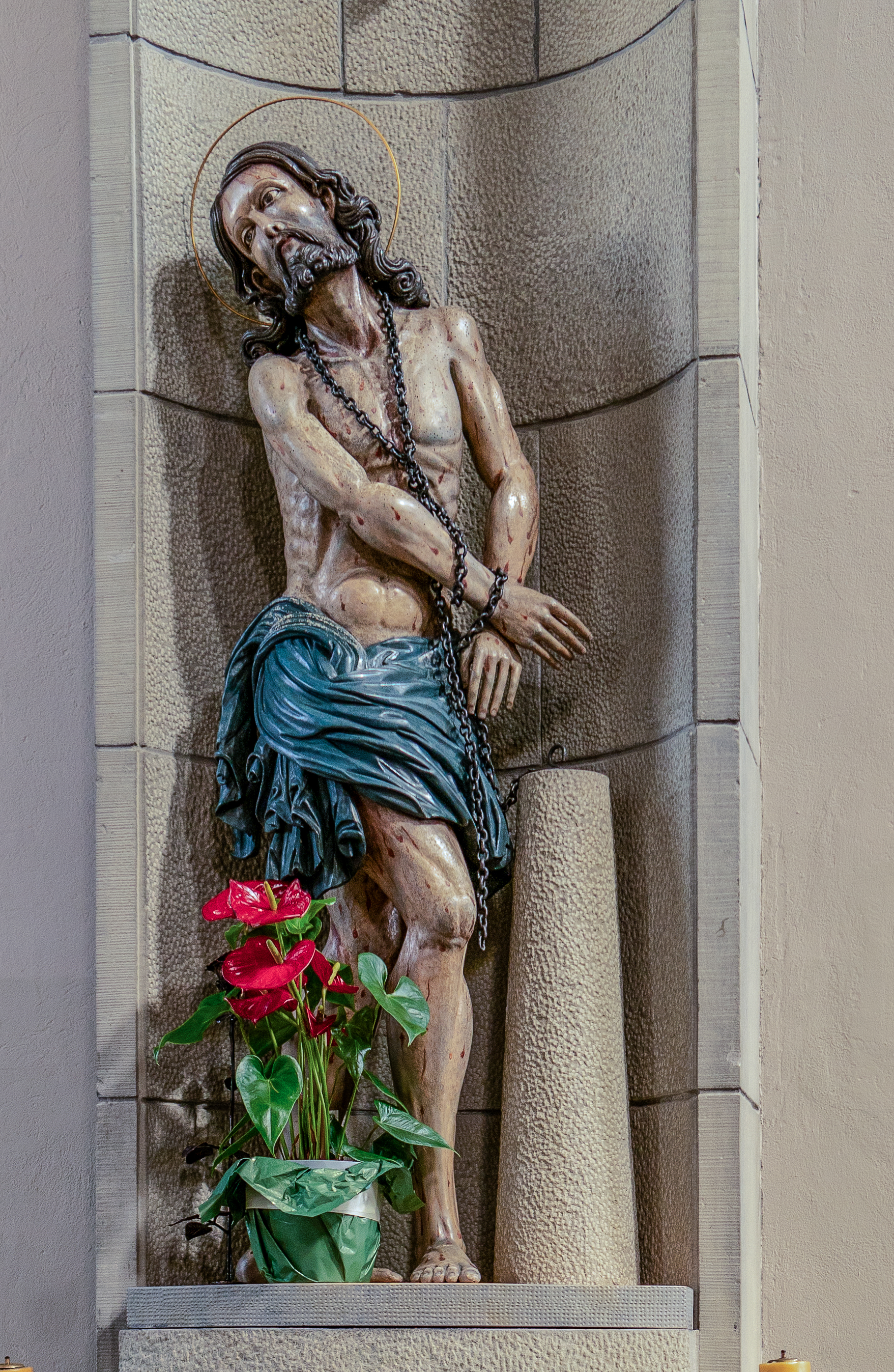
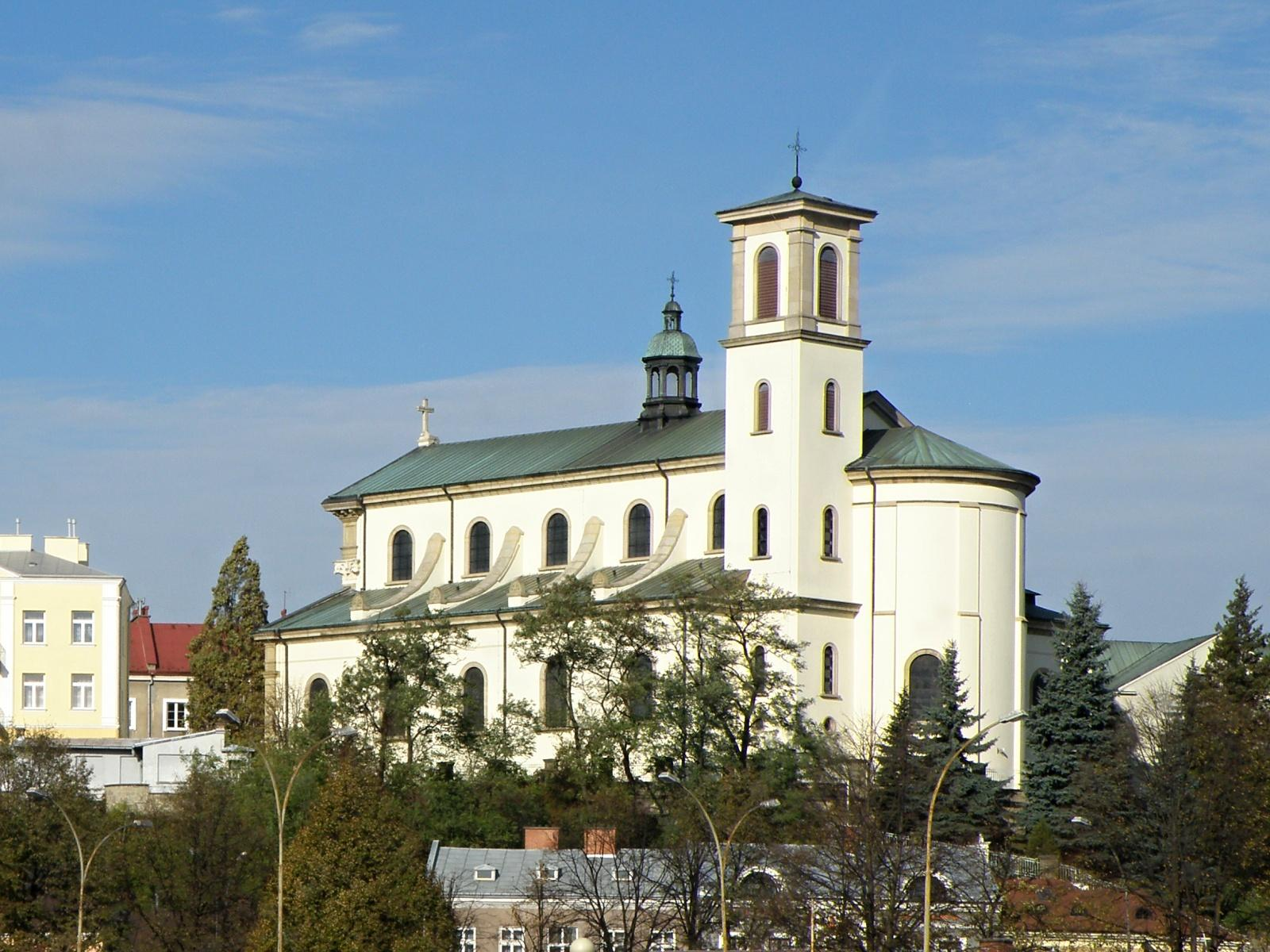
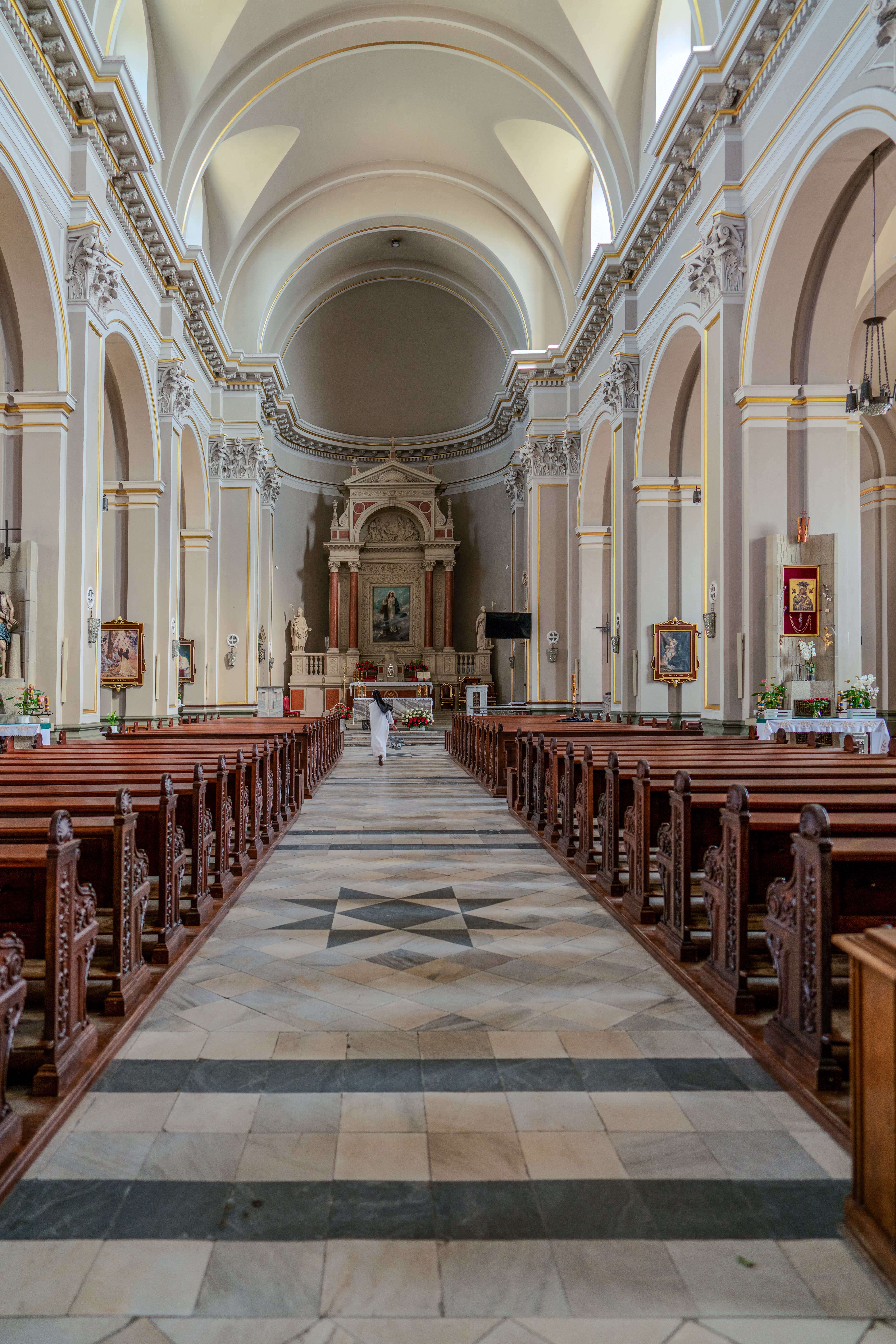